# Quepos
Quepos es un distrito del cantón de Quepos, en la provincia de Puntarenas, de Costa Rica.
Tiene uno de los puertos más importantes de la costa pacífica del país y es punto de acceso al parque nacional Manuel Antonio.

## Ubicación
Quepos está situado sobre la costa del Pacífico Central de Costa Rica, a 60 km (en línea recta, a vuelo de pájaro) hacia el Sur de San José —capital del país—, y a 165 km por carretera, pasando por las localidades de Atenas, Orotina, Tárcoles, Playa Jacó y Parrita.
El distrito es la puerta al parque nacional Manuel Antonio, cuyo poblado de entrada (Manuel Antonio, mucho más pequeño) se encuentra a unos 7 km, con puestos de arte y artesanías y playas de renombre. Quepos recibe turistas durante todo el año.

## Geografía
Quepos cuenta con un área de 236,05 km² y una altitud media de 5 m s. n. m.

## Demografía
Para el año 2022, Quepos cuenta con una población estimada de 21 531 habitantes, y para el último censo efectuado, en 2011, Quepos contaba con una población de 19 858 habitantes.
Tiene una de las mayores densidades de población del Pacífico Central costarricense.

## Localidades
- Barrios: Boca Vieja, Cocal, Colinas del Este, Inmaculada, Junta Naranjo, La Zona Americana, Rancho Grande.
- Poblados: Anita, Bartolo, Boca Naranjo, Cañas, Cañitas, Cerritos, Cerros, Damas, Delicias, Espadilla, Estero Damas, Estero Garita, Gallega, Llamarón, Llorona, Managua, Manuel Antonio, Marítima, Mona, Papaturro, Paquita, Pastora, Quebrada Azul, Rey, Ríos, Roncador, San Rafael.

## Economía

### Turismo
El Parque Nacional Manuel Antonio alberga algunas de las playas más populares de Costa Rica. Con el objetivo de preservar su ecosistema y evitar una sobreexplotación turística, las autoridades del parque implementaron hace varios años un límite en el número de visitantes diarios. Esta medida busca prevenir la transformación del área en una zona excesivamente turística o con características de desarrollo tipo resort, lo que podría comprometer su valor ecológico y paisajístico.

### Pesca deportiva
Quepos ofrece la pesca de numerosas variedades de peces, especialmente variedades de billfish (marlín y pez vela), pargo, jurel, peto, dorado, pez amarillo, atún de ojo grande y pez gallo.

## Transporte

### Carreteras
Al distrito lo atraviesan las siguientes rutas nacionales de carretera:
- Ruta nacional 34
- Ruta nacional 235
- Ruta nacional 616
- Ruta nacional 618

### Aeropuertos
Es servido por el aeropuerto La Managua.

## Galería

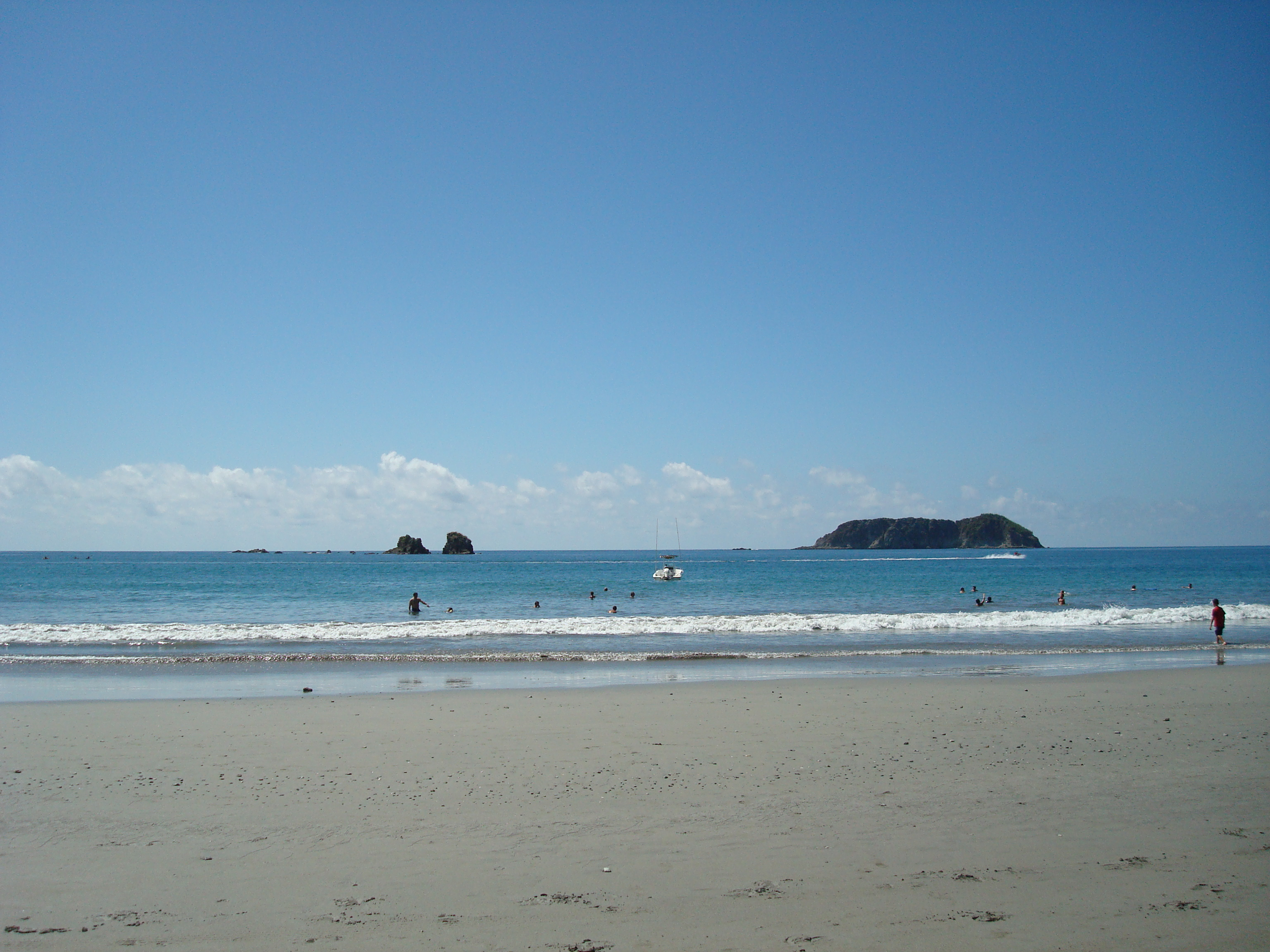
Primera playa de Manuel Antonio.
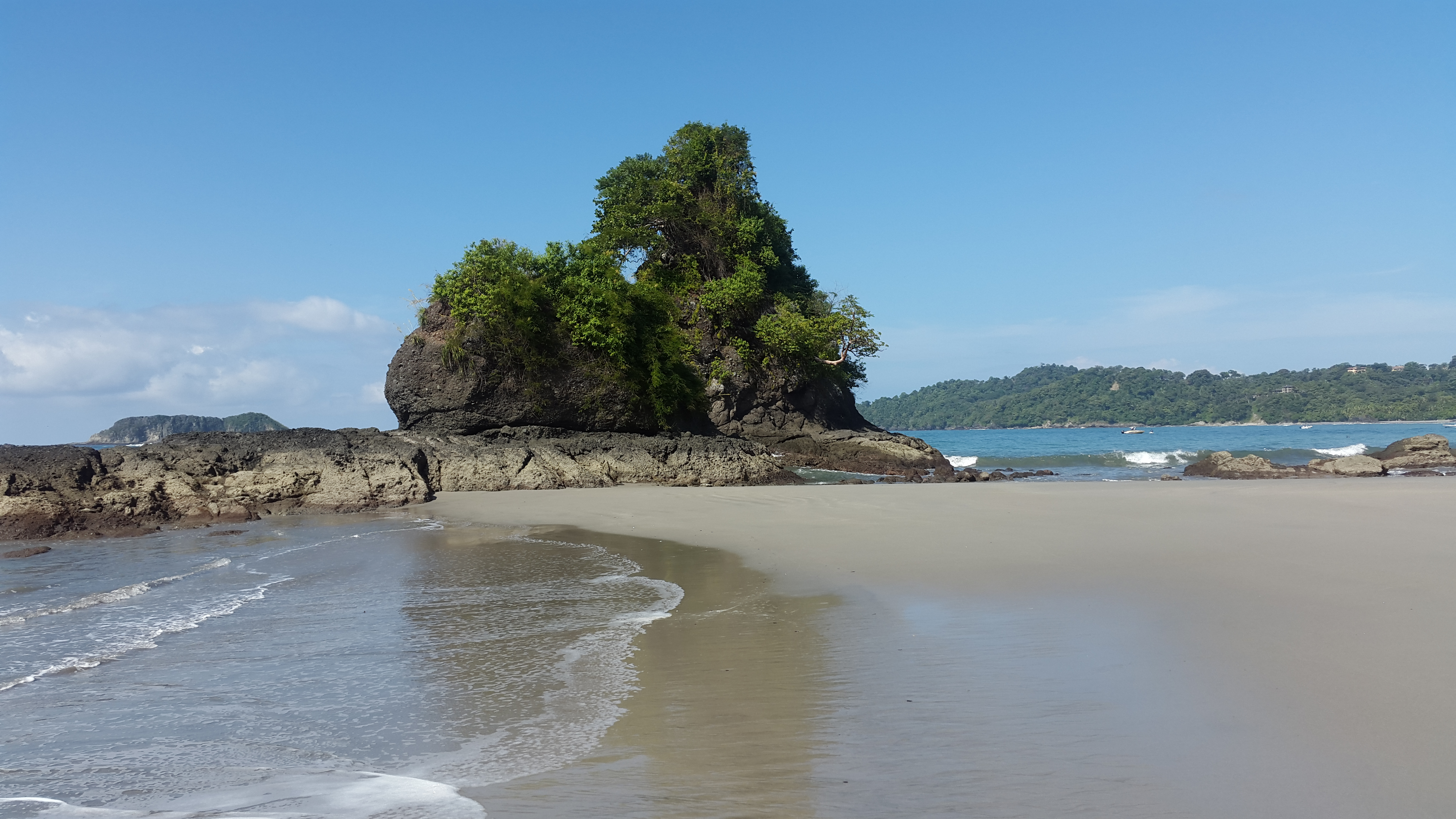
Formación rocosa en Manuel Antonio.
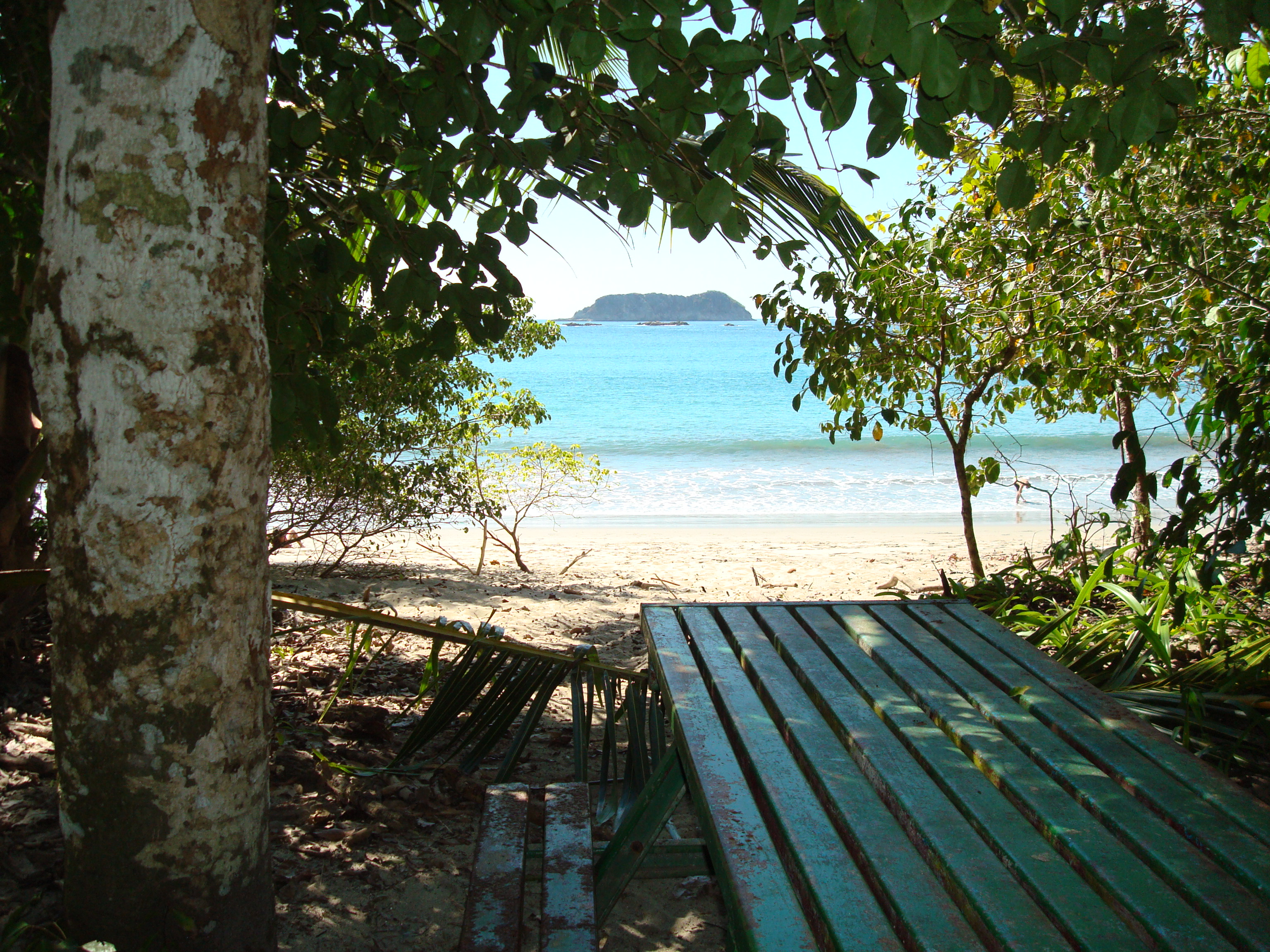
Segunda playa dentro del parque, en Quepos.
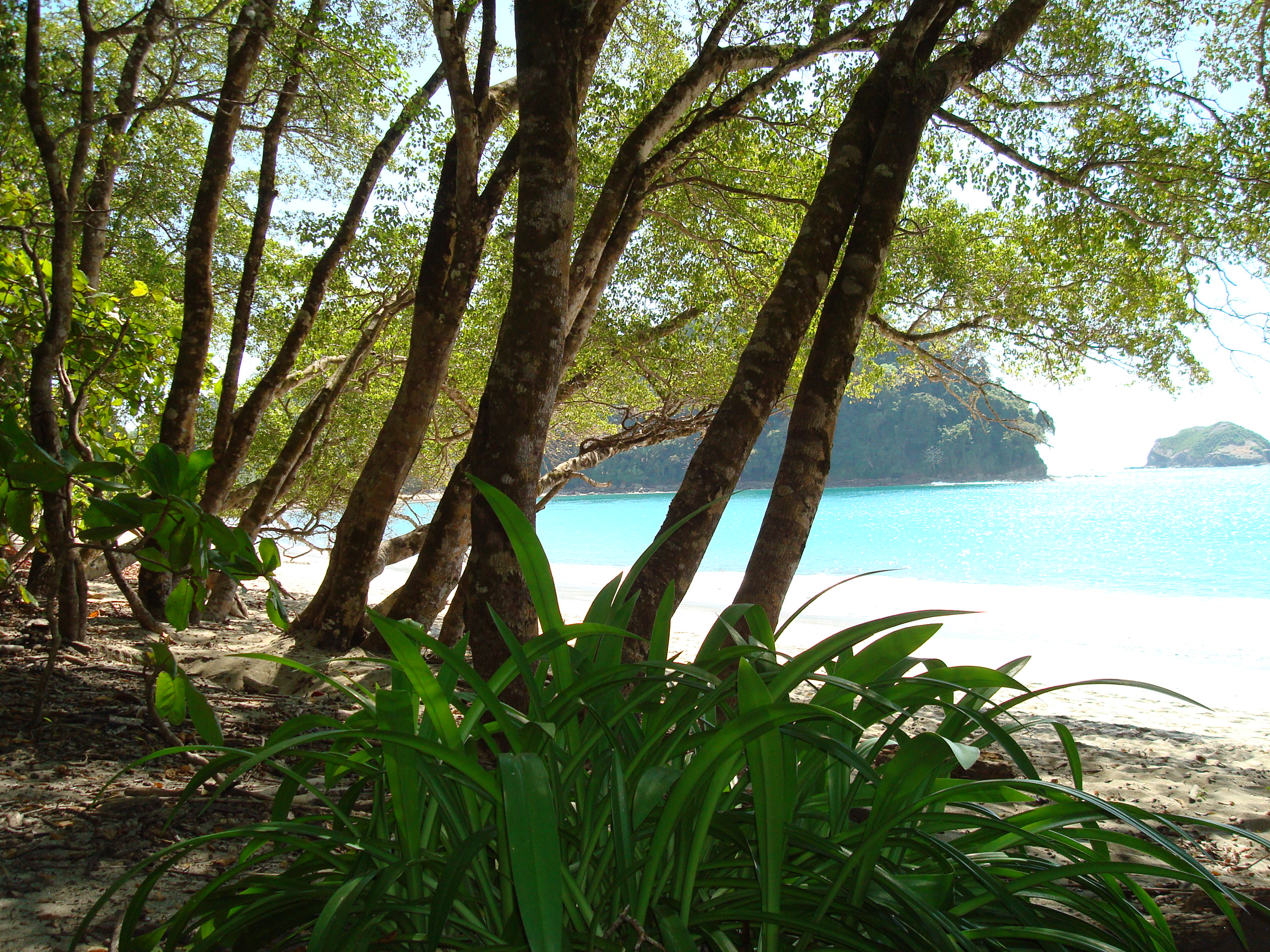
Segunda playa de Quepos.
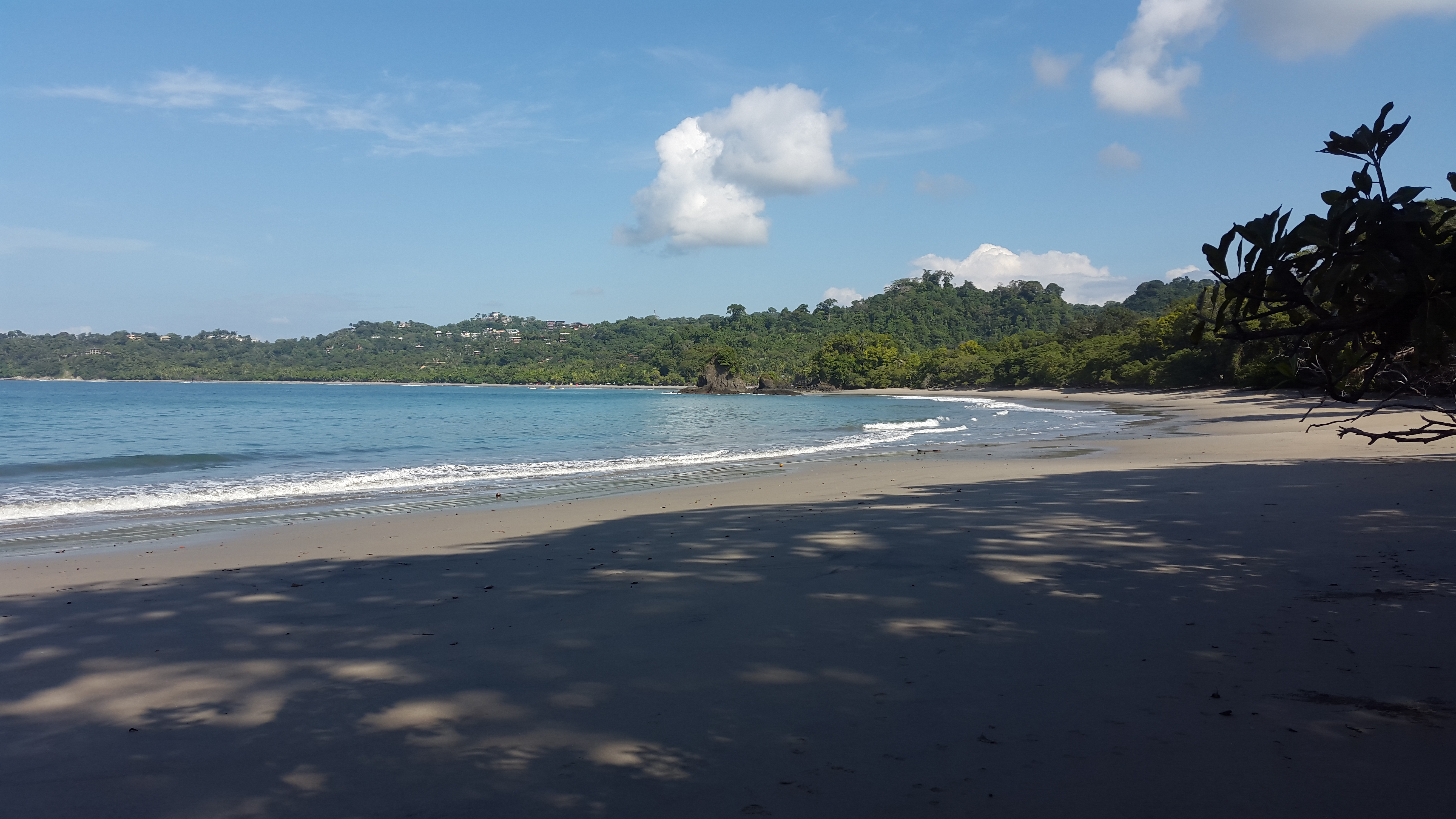
Playa Espadilla, en Manuel Antonio.
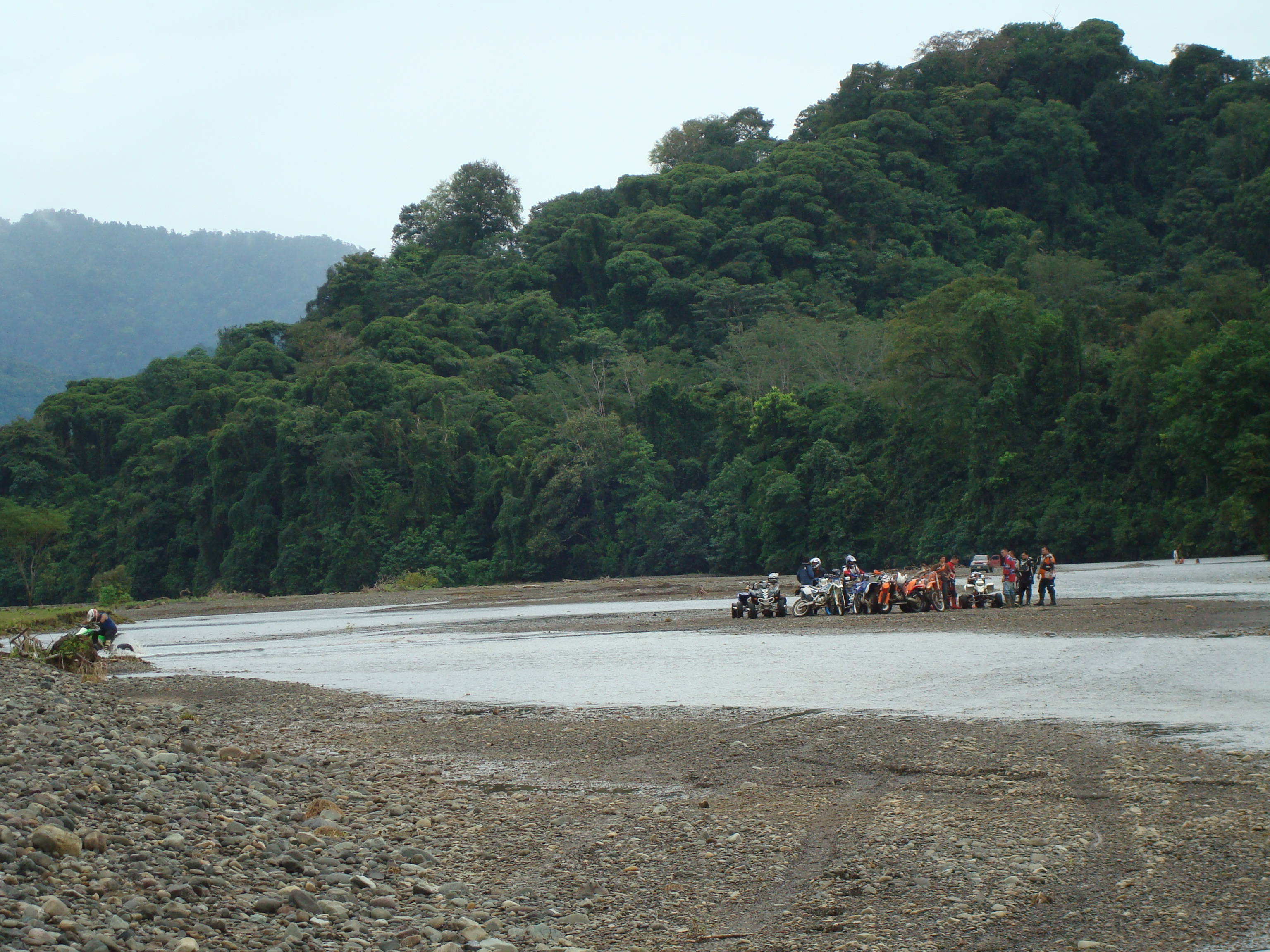
Tour de ATV cerca de La Gallega (Quepos).
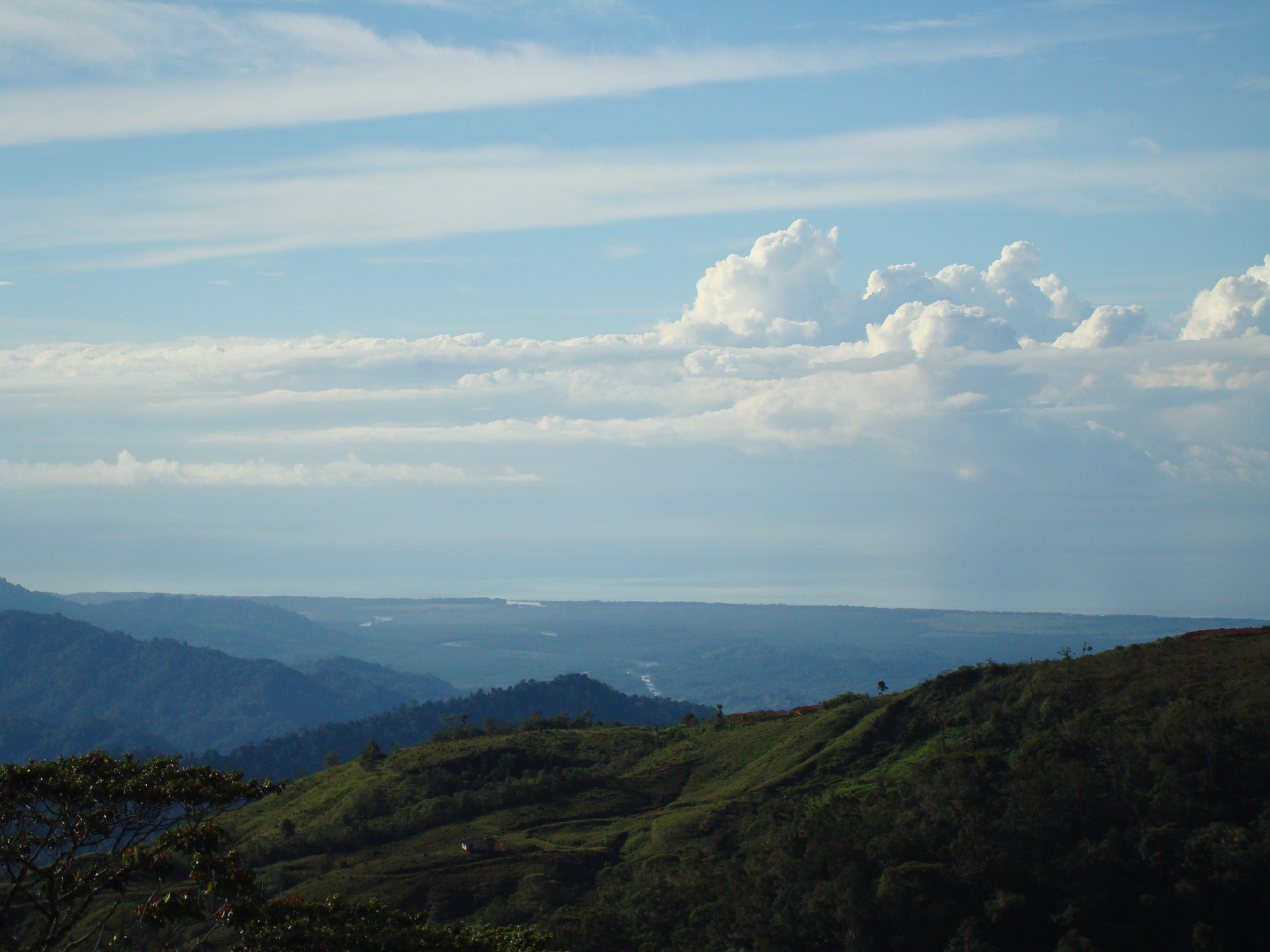
La costa de Quepos vista desde Concepción, en las tierras altas de Tarrazú.